# براين واليسكي
برايان والسكي مصور محترف اتُهم عام ٢٠٠٣ بتعديل صورة إخبارية، وهو ما اعترف به لاحقًا. حتى وقوع هذه الحادثة، كان مصورًا صحفيًا في صحيفة لوس أنجلوس تايمز. وكان قد فاز سابقًا بجائزة مصور العام لعام ٢٠٠١ من جمعية مصوري الصحافة في كاليفورنيا.

## سيرة
وُلِد والسكي في إلينوي ونشأ في شيكاغو. درس الصحافة في جامعة شمال إلينوي. عمل كمصور منذ عام 1980، حيث بدأ مسيرته المهنية في صحيفة ألبوكيرك جورنال، وصحيفة باتريوت ليدجر في كوينسي، ماساتشوستس، وصحيفة بوسطن هيرالد. أمضى 12 عامًا في فريق عمل هيرالد حتى انضم إلى صحيفة لوس أنجلوس تايمز في سبتمبر 1998. وخلال مسيرته المهنية كمصور صحفي، غطى قصصًا تتراوح من الأخبار المحلية إلى حرب الخليج والمجاعة في إفريقيا وأيرلندا الشمالية والصراع الكشميري والأزمة في البلقان.

## جدل صورة العراق
في 30 مارس 2003، كان والسكي في مهمة لصحيفة لوس أنجلوس تايمز ، لتغطية غزو العراق عام 2003 بالقرب من البصرة. التقط سلسلة من الصور في ذلك اليوم لجنود بريطانيين يطلبون من المدنيين العراقيين الاحتماء. وعندما شاهدها لاحقًا، قرر استخدام حاسوبه لدمج صورتين تم التقاطهما بفارق ثوانٍ قليلة في صورة واحدة ذات تكوين عام أفضل. ثم أرسل الصور إلى موظفي لوس أنجلوس تايمز الذين نشروها على نظام مشاركة الصور الداخلي للعديد من وسائل الإعلام المملوكة لشركة تريبيون نيوز كوربوريشن.
في 31 مارس، نشرت وسائل الإعلام في جميع أنحاء البلاد الصورة، بما في ذلك صحيفة لوس أنجلوس تايمز على الصفحة الأولى، وصحيفة هارتفورد كورانت، المملوكة لشركة تريبيون كوربوريشن، وصحيفة شيكاغو تريبيون، التي نشرتها على صفحة رئيسية.
كان ذلك في صحيفة كورانت ، التي نُشرت الصورة على صفحتها الأولى بعرض ستة أعمدة، حيث تم ملاحظة التناقضات في الصورة. أكد مساعد رئيس تحرير كورانت توم ماكجواير أن الصورة قد تم تعديلها، ثم اتصل بكولين كروفورد، مدير التصوير في لوس أنجلوس تايمز.
استغرق كروفورد عدة أيام للوصول إلى والسكي الذي كان لا يزال في ظروف المعركة يُغطي الحرب. وعندما وُجِّهت إليه الصورة، قال كروفورد: "اعذرني. قل لي إنها مشكلة في الإرسال عبر الأقمار الصناعية. قل شيئًا". فأجاب والسكي: "لا، أنا من فعل ذلك. دمجتُ الصورتين."
نتيجة للتلاعب بالصورة، تم طرد والسكي من صحيفة لوس أنجلوس تايمز عبر هاتف يعمل بالأقمار الصناعية في الأول من أبريل عام 2003. ونشرت صحيفة لوس أنجلوس تايمز بيانًا فوريًا بالتراجع، وفي الثاني من أبريل نشرت مقالًا على الصفحة الأولى يشرح صورة والسكي المزيفة، موضحًا بالصورتين المصدريتين والصورة التي تم التلاعب بها. كما نشرت صحيفة هارتفورد كورانت وصحيفة شيكاغو تريبيون بيانًا بالتراجع.

## منذ حرب العراق
في عام 2005 انتقل والسكي إلى كولورادو وأسس شركة Colorado Visions Photography، وهي شركة متخصصة في التصوير التجاري وتصوير حفلات الزفاف.